# Croton pseudofragrans
Croton pseudofragrans är en törelväxtart som beskrevs av Léon Camille Marius Croizat. Croton pseudofragrans ingår i släktet Croton och familjen törelväxter. Inga underarter finns listade i Catalogue of Life.